# Каптюх, Василий Борисович
Василий Борисович Каптюх (род. 27 июня 1967 года, Молодечно) — советский и белорусский легкоатлет и тренер, специализирующийся в метании диска. Заслуженный мастер спорта Республики Беларусь (1995). Бронзовый призёр Олимпийских игр 1996 года и чемпионатов мира 1995 и 2003 года.

## Биография
Василий Борисович Каптюх родился 27 июня 1967 года в Молодечно.
Тренировался под руководством Владимира Ивановича Сивцова. Неоднократный чемпион СССР среди юниоров. В 1992 году стал обладателем Кубка Европы. В составе сборной Белоруссии принимал участие в трёх Олимпиадах (1996, 2000, 2004). Официально завершил карьеру в 2010 году.
В настоящее время работает тренером-преподавателем республиканского центра олимпийской подготовки по лёгкой атлетике в Минске. Среди его воспитанников Глеб Жук — бронзовый призёр чемпионата мира среди юниоров 2016 года, серебряный призёр чемпионата Европы среди юниоров 2017 года.

### Семья
Жена — Лариса. Сын Роман (1990—2011) погиб во время теракта в минском метрополитене. Дочь — Алёна (род. 2008).

## Основные результаты
| Год      | Соревнования                      | Место проведения        | Место | Результат |
| СССР     | СССР                              | СССР                    | СССР  | СССР      |
| -------- | --------------------------------- | ----------------------- | ----- | --------- |
| 1985     | Чемпионат Европы среди юниоров    | Котбус, ГДР             | 3     | 57,18 м   |
| 1986     | Чемпионат мира среди юниоров      | Афины, Греция           | 3     | 58,22 м   |
| 1986     | Игры доброй воли                  | Москва, СССР            | 8     | 60,02 м   |
| 1990     | Чемпионат Европы                  | Сплит, Югославия        | 4     | 63,72 м   |
| 1991     | Чемпионат мира                    | Токио, Япония           | 12    | DNS       |
| Беларусь |                                   |                         |       |           |
| 1993     | Чемпионат мира                    | Штутгарт, Германия      | 7     | 61,64 м   |
| 1994     | Игры доброй воли                  | Санкт-Петербург, Россия | 7     | 58,16 м   |
| 1995     | Чемпионат мира                    | Гётеборг, Швеция        | 3     | 65,88 м   |
| 1995     | Финал Гран-при IAAF               | Монте-Карло, Монако     | 4     | 66,30 м   |
| 1996     | Олимпийские игры                  | Атланта, США            | 3     | 65,80 м   |
| 1997     | Чемпионат мира                    | Афины, Греция           | 11    | 60,12 м   |
| 1997     | Финал Гран-при IAAF               | Фукуока, Япония         | 7     | 61,80 м   |
| 2000     | Олимпийские игры                  | Сидней, Австралия       | 4     | 67,59 м   |
| 2001     | Чемпионат мира                    | Эдмонтон, Канада        | 6     | 66,25 м   |
| 2001     | Финал Гран-при IAAF               | Мельбурн, Австралия     | 8     | 61,60 м   |
| 2001     | Игры доброй воли                  | Брисбен, Австралия      | 5     | 62,52 м   |
| 2003     | Чемпионат мира                    | Париж, Франция          | 3     | 66,51 м   |
| 2003     | Всемирный легкоатлетический финал | Монте-Карло, Монако     | 3     | 65,85 м   |
| 2004     | Олимпийские игры                  | Афины, Греция           | 4     | 65,10 м   |
| 2004     | Всемирный легкоатлетический финал | Монте-Карло, Монако     | 6     | 63,03 м   |
| 2005     | Чемпионат мира                    | Хельсинки, Финляндия    | 9 (q) | 61,04 м   |

## Награды и звания
- Заслуженный мастер спорта Республики Беларусь (1995)[12].
- Грамота Министерства спорта и туризма (2017)[13].